# Městský hřbitov v Berouně
Městský hřbitov ve Berouně je hlavní městský hřbitov v Berouně. Nachází se v severozápadní části města, v ulici Pod Studánkou, přibližně kilometr od historického jádra města.

## Historie
Z důvodu nedostatečné kapacity starého hřbitova u kostela Zvěstování Panny Marie byl roku 1904 zřízen nový městský hřbitov hřbitov podle návrhu stavitele Františka Coufala. Vznikla zde též neobarokní hřbitovní kaple svatého Václava a brána ve stejném slohu. Židé z Berouna a okolí byli pohřbíváni na místním židovském hřbitově.
Podél zdí areálu hřbitova je umístěna řada hrobek významných obyvatel města, pohřbeni jsou na hřbitově i vojáci a legionáři bojující v první a druhé světové válce.

### Po roce 1945
S odchodem téměř veškerého německého obyvatelstva města v rámci odsunu sudetských Němců z Československa ve druhé polovině 40. let 20. století zůstala řada hrobů německých rodin opuštěna a bez údržby.
V Berouně se nenachází krematorium, ostatky zemřelých jsou zpopelňovány povětšinou v krematoriu v Kladně či v pražském Motole.

## Osobnosti pohřbené na tomto hřbitově

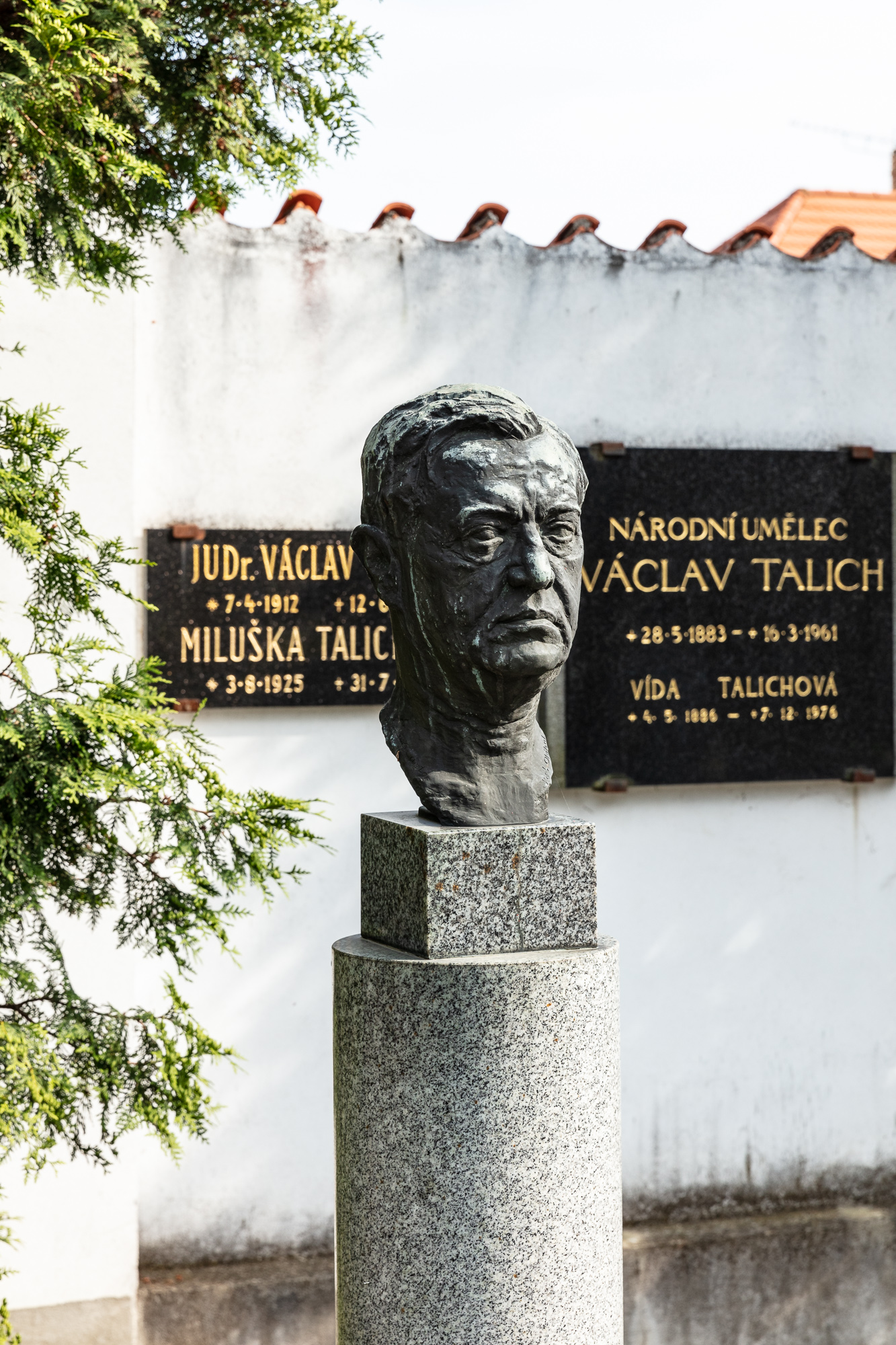
Hrobka rodiny Václava Talicha na hřbitově

- Václav Talich (1883–1961) – dirigent a pedagog (rodinná hrobka)
- Václav Talich ml. (1912–2003) – právník
- Josef Toman – hudební skladatel
- František Hampl – spisovatel
- Josef Vladyka – spisovatel
- Heda Průchová (1904–1997) – spisovatelka
- Josef Antonín Seydl (1775–1837) – piarista
- Jaroslav Goldman – výtvarník
- Josef Suchý – výtvarník
- Václav Živec – výtvarník